# Ivan Stević
Ivan Stević (Servisch: Иван Стевић) (Belgrado, 12 maart 1980) is een Servisch voormalig wielrenner.

## Carrière
Op 22 oktober 2010 werd Stević geschorst door de UCI voor het gebruiken van een verdachte substantie. Al zijn behaalde resultaten in de periode 17 september 2008 tot en met 16 september 2010 werden geschrapt uit de officiële lijsten.
In 2016 nam Stević deel aan de wegwedstrijd op de Olympische Spelen in Rio de Janeiro, maar reed deze niet uit.

## Belangrijkste overwinningen
2003
Joegoslavisch kampioen op de weg, Elite
2004
2e etappe Ronde van Cosenza
2005
4e etappe Paths of King Nikola
1e etappe Sea Otter Classic
6e etappe Ronde van Servië
Servisch en Montenegrijns kampioen op de weg, Elite
2006
Servisch en Montenegrijns kampioen op de weg, Elite
2007
2e etappe Ronde van Georgia
2009
 Servisch kampioen op de weg, Elite
2010
4e etappe Ronde van het Qinghaimeer
9e etappe Ronde van Bulgarije
2011
Eindklassement Ronde van Servië
2012
Eindklassement Grote Prijs van Sotsji
1e etappe Vijf ringen van Moskou
 Servisch kampioen tijdrijden, Elite
2013
Eindklassement Ronde van Servië
 Servisch kampioen op de weg, Elite
2014
Banja Luka-Belgrado II
1e etappe Ronde van het Poyangmeer
2015
 Servisch kampioen op de weg, Elite
Ambruš · Beganović · Danilović · Kalaba · Kasa · Mitić · Stanković · Stević · Zekavica · Zjaroven